# Franco Agamenone
Franco Agamenone (* 15. April 1993 in Río Cuarto) ist ein argentinisch-italienischer Tennisspieler.

## Karriere
Agamenone spielte die ersten Jahre seiner Karriere ausschließlich Turniere der drittklassigen Future Tour, auf der er bisher vier Einzel- und 27 Doppeltitel gewann. Erst 2015 gelang ihm in Corrientes die Qualifikation für ein Hauptfeld auf der Challenger Tour. Größere Erfolge blieben jedoch zunächst aus, weshalb er größtenteils Turniere der Future Tour spielte, wo er in den Jahren 2016 und 2017 zehn bzw. neun Doppeltitel gewann. Im November 2017 gelang ihm schließlich sein erster Triumph auf der Challenger Tour. In Santiago de Chile gewann er mit Facundo Argüello den Doppeltitel durch einen Dreisatzsieg gegen Máximo González und Nicolás Jarry. Durch diese Erfolge verbesserte er sich in der Weltrangliste von Rang 555, den er Anfang 2016 hatte, auf den 177. Rang zum Jahresende 2017.

## Erfolge
| Legende (Anzahl der Siege)  |
| Grand Slam                  |
| ATP World Tour Finals       |
| ATP World Tour Masters 1000 |
| ATP World Tour 500          |
| ATP World Tour 250          |
| ATP Challenger Tour (8)     |

### Einzel

#### Turniersiege
| Nr. | Datum              | Turnier      | Belag | Finalgegner       | Ergebnis |
| --- | ------------------ | ------------ | ----- | ----------------- | -------- |
| 1.  | 28. August 2021    | Prag         | Sand  | Ryan Peniston     | 6:3, 6:1 |
| 2.  | 12. September 2021 | Kiew         | Sand  | Sebastián Báez    | 7:5, 6:2 |
| 3.  | 1. Mai 2022        | Rom          | Sand  | Gian Marco Moroni | 6:1, 6:4 |
| 4.  | 15. Juli 2023      | Braunschweig | Sand  | Pawel Kotow       | 7:5, 6:3 |

### Doppel

#### Turniersiege
| Nr. | Datum             | Turnier              | Belag | Partner          | Finalgegner                    | Ergebnis          |
| --- | ----------------- | -------------------- | ----- | ---------------- | ------------------------------ | ----------------- |
| 1.  | 18. November 2017 | Santiago de Chile II | Sand  | Facundo Argüello | Máximo González Nicolás Jarry  | 6:4, 6:4          |
| 2.  | 9. März 2019      | Santiago de Chile I  | Sand  | Fernando Romboli | Facundo Argüello Martín Cuevas | 7:65, 1:6, [10:6] |
| 3.  | 19. März 2022     | Roseto degli Abruzzi | Sand  | Manuel Guinard   | Ivan Sabanov Matej Sabanov     | 7:62, 7:63        |
| 4.  | 22. Oktober 2022  | Coquimbo             | Sand  | Hernán Casanova  | Karol Drzewiecki Jakub Paul    | 6:3, 6:4          |